# インドの仏教
インドの仏教(2011年国勢調査)

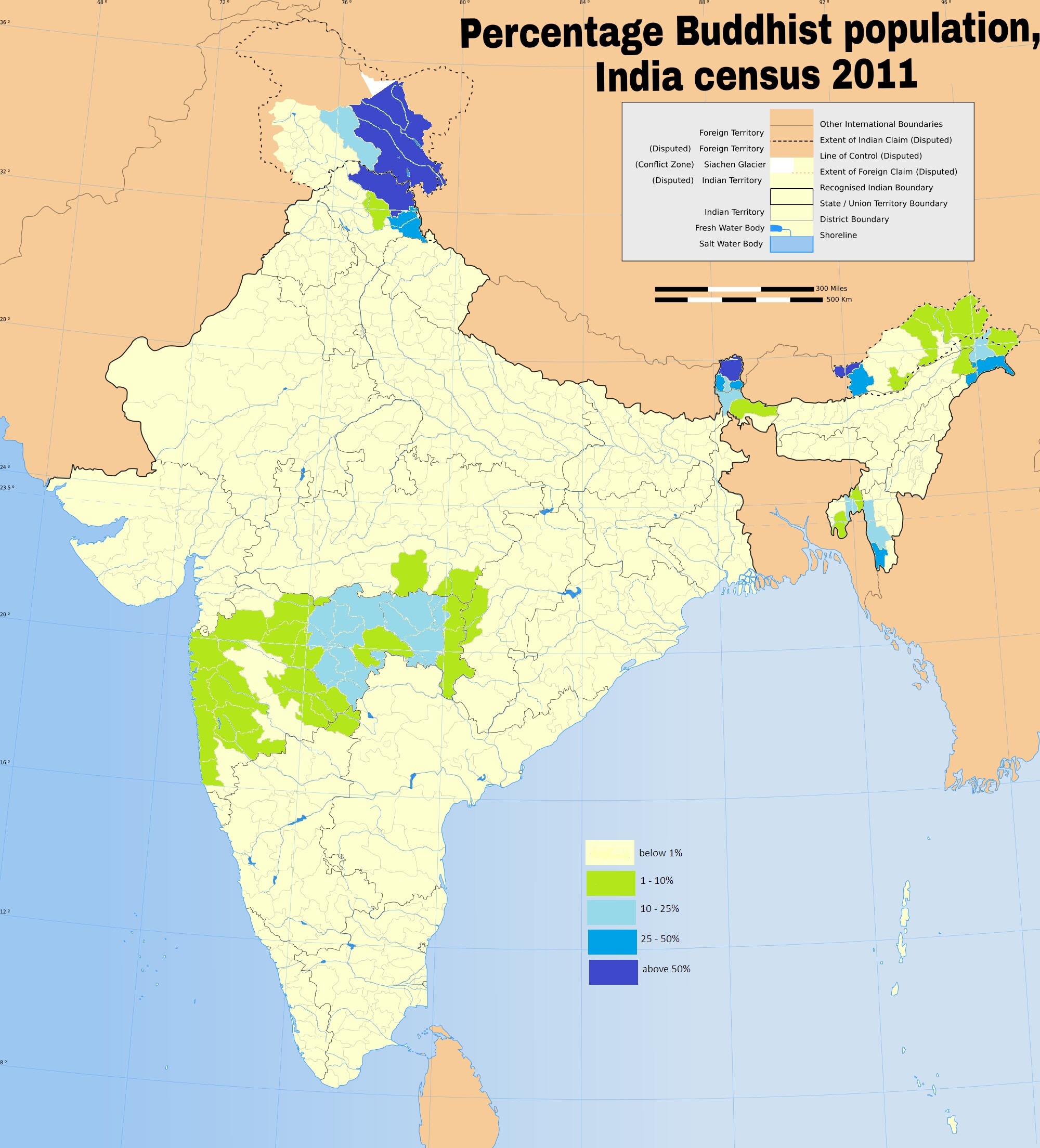
国勢調査による仏教徒分布（2011年）

インドの仏教（インドのぶっきょう）は、2011年国勢調査によると840万人以上の仏教徒がおり、人口の約0.7%を占める。うちの87％が新仏教徒（ナヴァヤーナ仏教）であり、彼らは他の宗教、主にヒンドゥー教のカースト制度から逃れるために改宗した不可触民であった。その他13％は、ヒマラヤ北東部と北部地域の伝統的コミュニティ（上座部仏教、大乗仏教、密教）に属している。
仏教は、古代インド十六大国の一つ、コーサラ国に生まれた釈迦牟尼（ガウタマ・シッダールタ）が、インダス川中流域で提唱し、発生した。インド亜大陸に広まった仏教は、ヒンドゥー教社会のなかで、バラモン教・ヒンドゥー教といったヴェーダの宗教や、ゾロアスター教・ギリシア宗教といった外来の宗教、そして民間信仰といった、他の宗教と相互に影響を及ぼしながら発展した。
しかし、エフタルやモンゴルの侵入による混乱、デリー・スルターン朝を始めとしたムスリムが行った破壊・迫害といった外的要因、それにバクティ運動や不二一元論によるヒンドゥー教側からの巻き返しといった内的要因の結果、13世紀以降、狭義のインドにおける仏教は衰微した。しかし、20世紀に入ってからはインド内外からの働きかけにより再び信徒の数は増えつつある。

## 概要
インドは仏教発祥の地であるが、21世紀においては、インドの仏教信仰は殆ど消滅してしまった。13世紀初頭にイスラム教の軍がベンガル地方に侵攻し、仏教の拠点精舎を破壊・虐殺したことによって滅んだとも言われるが、その後も零細な集団として、インド仏教はかなりの期間に渡って存続しており、ムスリム勢力の侵攻により、完全には滅んだ訳ではなかった。
なお、カシミール、ネパール、東ベンガルなどには、細々ながら仏教が存続している。第二次世界大戦後には、スリランカから上座部仏教が逆輸入されたり、チベットからの難民受入れによるチベット仏教や、日本山妙法寺による布教、インドの大学に対して講師派遣など日本からの支援によって、2001年の国勢調査では、インドの仏教徒が800万人前後となっている。

## インド仏教の特色
僧伽・在俗信者の別なく、インドにおける仏教徒はヒンドゥー世界の一部でありつづけた。ゆえに、出家者に対しては出身ヴァルナは問われなかった一方で、釈迦はカースト制度の存在そのものは否定しなかったし、仏教徒というカーストも形成されなかった。なお、紀元前4世紀末頃にマウリヤ朝を訪れたメガステネスは、仏教を始めとしたインド宗教の特徴として出家者教団内部での平等性を挙げている。
また、釈迦がアーナンダに説いたとされるように、通過儀礼・葬儀といった日常儀礼は僧伽・比丘ではなくバラモン僧によって行われていた。

### インドにおける僧伽
インドにおける仏教の特色は、きわめて認識論的な行法を外しては考えられない。この特徴は、他の地域に伝承され発展した仏教には見受けにくい。
さらに、修行によって得られた智慧が重要な問題として意識される。その流れは龍樹が興した中観派や、弥勒が興し無著と世親が教学を大成した瑜伽行唯識学派という大きな潮流を形成する。これはチベットにも伝播され、チベット仏教の基礎教学が形成されている。
智慧を主題とする方法論的流れは、部派仏教から大乗仏教に通じるものであったと見られる。そのため、相互の交流はほとんどないと思われるが、互いに補完しながら教学が形成されているように見える。インドの仏教の最終形態として密教に至るが、これは仏教が西方に伝播される時に、その地域の考え方などから影響を受け、すべての事象を象徴化することによって体系化していったものと考えられる。
また、インドにおける仏教は、学派ごとに活動していたことに特色がある。この動きは南伝仏教などにも伝承されているようである。しかし、中国や朝鮮、日本、ベトナムといった大乗仏教圏ではまったく異なった形態がとられている。中国では学派というよりは、寺院ごとのまとまりが強く、いくつかの学派が一つの寺院に並存することがある。また、日本では個人の思想や教えによってグループが形成されている。

### インドにおける在俗信者
一方、仏教徒（檀家、世間）には、将来的に悟りに至るための過程として、「功徳を積み、善い後生を得る」ことが求められた（方便）。
初期仏教において
先崇拝、シャーマニズムといった民俗信仰の儀礼・習慣は容認、黙認、忌避、あるいは禁止されていたものの、真言や防護呪といった儀礼や、ジャータカやアヴァダーナといった経典に見られるように、これらの要素のなかは時代が下るにつれて仏教教団側にも取り込まれていったものもあった。

## インド仏教の歴史
13世紀に衰退するまでの間は、各国の王族の援助によって隆盛衰退を繰りかえす。大きく分けると、
1. 開教から教団分裂まで - 約100年間
2. 部派仏教の成立 - 前3世紀ごろ
3. 大乗仏教運動の興隆 - 前1世紀ごろ
4. 密教の成立 - 7世紀ごろ

の4つに分けられる。
しかし、大乗仏教が成立しても、部派の教団は存続し教理の展開がある。また、密教の萌芽は大乗仏教に見られるし、中観派との密接な交渉は途切れることはない。つまり、それぞれは重層的に共存していたと考えられている。

### 最初期
英語では最初期の仏教のことをprimitive Buddhismと呼んでいる。日本では、原始仏教とか根本仏教と呼ぶことが多い。このように呼ぶときは、シャーキャムニ・ブッダ（釈尊、いわゆる釈迦）とその直弟子の時代を指すか、アショーカ王時代までを指す。釈尊やその弟子たちの活動範囲は、インドの北東部、ガンジス河中流域であった。釈尊の晩年に、ようやく西方インドのアヴァンティ国に発展した。釈迦自身が使った言語は、古代マガダ語もしくは古代東部インド語であったとされ、痕跡はパーリ語聖典にも残っている。アショーカ王の時代には、西インドのプラークリット語の一方言（いわゆるパーリ語）で聖典の一部が成立し、のちに聖典用語となった。
釈尊が亡くなってほどない頃、ラージャグリハ（王舎城）郊外に500人の比丘が集まり、最初の結集（けちじゅう）が行われ、経典と律とがまとめられた。座長は摩訶迦葉（まかかしょう、マハーカッサパ）、経は阿難（あなん、アーナンダ）、律は優波離（うぱり、ウパーリ）が担当したと伝えられている。
仏教が急激に広まるのは、マウリヤ朝第3代アショーカ王の時代である。彼は、仏教以外の宗教も奨励したが、何より仏教を広めるのに尽力をした。この頃、戒律の解釈問題で教団内に対立が起こり、分裂しそうになった。アショーカ王の仲裁もあったが、上座の長老たちが新しい見解を否定して、ついに上座部と大衆部に根本分裂した。仏滅後約100年のことで、この戒律の異議のため、毘舎離で七百人の比丘を集めて第二結集が行われた。さらに仏滅後200年には、アショーカ王の時代に、パータリプトラで1,000人の比丘を集めて、第三結集が行われた。

### 部派仏教
根本分裂以後も、仏教の布教活動は盛んであった。西方のガンダーラからアフガニスタンへ、さらに中央アジアへと教線は広がっていった。前3世紀中頃、スリランカのデーバーナンピヤ・ティッサの時代に、マヒンダ比丘（伝、アショーカ王の王子）が仏教を伝え、都に大精舎が建てられた。以後、ここを中心に上座部が栄え、社会や文化に大きな影響を与えた。
しかし、この後も教団の分裂は続く。仏滅後300年の初めに上座部は、説一切有部と雪山部に分かれ、説一切有部から犢子部、犢子部から法上部、賢冑部、正量部、密林山部が分かれる。仏滅後300年には説一切有部から飲光部が、さらに400年には、説一切有部から経量部が別れる。これらの主な分裂を含めて、上座部系11部、大衆部系9部に分かれたと伝えられている。この分裂の中で、それぞれの部派は独自の聖典を持つにいたる。

### 大乗仏教運動の興隆
これらの比丘たちの教団とは別に、在家者の中にも仏教の信奉者は多く存在した。在家者は、仏滅後に作られた遺骨などを納めた仏塔（ストゥーパ）に参拝していたようである。信徒たちは、人格の息吹きが感じられる「仏法」を通して仏教を受け止めた。また、仏塔には欄楯があり、そこにレリーフで釈迦牟尼世尊の一代記が描かれていた。参拝者にその一代記を説明する僧が登場し、仏塔の維持と仏教の布教活動を専業としていたようである。このような仏塔崇拝・仏陀崇拝の動きは比丘たちの活動とは別に底辺に流れ続けていたと思われる。
さらに、釈迦が亡くなってから、その偉大さを考える上で、他の誰にもできなかった成仏がなぜなし得たのかという問題が生じた。そこで、前生から輪廻を繰り返しながら修行が続けられたのだということで、本生譚、すなわち前生の話（ジャータカ）がまとめ上げられる。そこでは、インド各地に伝えられた伝説の主人公が、実は仏陀の前生であったとされたのである。その大半は慈悲による利他行を平易に説いたものであった。
信者の仏陀崇拝は、単に釈迦だけでは留まらなかった。同じく悟りを得て（光を得て）仏陀となったであろう、別の仏陀もまた崇拝することとなった。（もともと「仏陀」とは「目覚めた者」の意であった）最初期には、釈迦の伝説上の指導仏であった錠光仏であり、直近の未来に仏となる弥勒菩薩への崇拝である。この崇拝にも次第に理屈が付くようになる。それが信仰となってくるのである。自らの罪を懺悔し、教化を請い（勧請）、仏を讃嘆し、自らの善行を仏にささげる（回向）によって、自らも救済されるという新たな儀礼の登場となる。そこで、出家して比丘とならなくても、広く衆生を救いとるという大乗という概念が登場するのである。
このような信徒側の動きと同時に、僧侶側にも大きな動きがあった。それは最初期の経典が部派ごとに伝えられたために、部派間の聖典の突合せ作業を行わざるを得なかった。それまでの聖典は、ごく少数の人間を相手に釈迦が説く（対機説法）というものであった。そのバラバラな経典を主題ごとにまとめる作業が行われると、聖典に手を加えてはならないというタブーが破られることになった。新たな聖典の可能性がこのころから芽生えたと考えてよい。
そのような時に、ことに智慧や縁起を説明する『般若経』が成立する。あたかもいくつかの聖典を編集したという形ではあるが、そこには空という独自の視点で縁起を説明した教典であった。さらにこの経典には、信徒たちが築いた参拝活動を是認する論理が書き加えられた。
このように信徒の運動と、あい呼応して大乗経典が編纂されていったのである。これらの大乗経典は、ほぼ3期に分けて見られる。
1. 初期大乗経典…『般若経』、『維摩経』、『法華経』、『無量寿経』――3世紀には龍樹によって空の理論が体系化され、中観派の基礎を作る。
2. 中期大乗経典…『勝鬘経』、『涅槃経』、『解深密経』、『大乗阿毘達磨経』――5世紀には無著、世親兄弟によって瑜伽行唯識学派が生まれる。
3. 後期大乗経典…『楞伽経』、『大乗密厳経』――6世紀になると、顕教経典の中にも密教の萌芽が見られる。

### 密教の成立
インド仏教が密教化したのは、周辺の宗教から影響を受けた結果である。バラモン教や非アーリヤ文明を継承して、ヒンドゥー教と同じ基盤の上に大乗仏教の一環として成立した。ことに呪術・儀礼を強調することで、当時はライバルであったヒンドゥー教に対抗できる大乗仏教として発展していった。この密教化は、周辺の土着文化や宗教を自らのものとして取り込み、各地の民族宗教と一体化しながら展開されたので、大乗仏教の新しい領域を広げるという面では大きな力を発揮した。7世紀になると、『大日経』や『金剛頂経』が成立した。
また密教化の過程で、ヒンドゥー教やイスラーム教の台頭に対抗するため、仏教保護と怨敵降伏を祈願する憤怒相の護法尊が次々と誕生していった。さらには、ヒンドゥー教シャークタ派のタントラやシャクティ（性力）信仰の影響も受けた。
しかし、ヒンドゥー教に倣ってマントラ（真言陀羅尼）を唱えたり、多数の新奇な仏尊が礼拝対象となったり、さらには仏法の中心が大日如来や金剛薩埵、法身普賢となったり、タントラの影響で性的な修行も取り入れたりした。また、後期インド仏教とヒンドゥー教との差別化が曖昧になるにつれて、後期インド仏教のヒンドゥー教に対する劣勢は確定的になった。

## インド社会との交流史

### ヴェーダとの交渉
カスピ海周辺部の遊牧民族の一部が南下東行して前2000年頃インドにアーリア人が、入ったと推測される。そのころにはインダス文明が栄えていたが、後に砂漠化で衰退した。前1500年頃にはパンジャーブ地方に進行し国の基礎を築いたとされる。このころから数世紀にわたって作り上げられたのがヴェーダである。この教典によって成立したのがヴェーダの宗教（バラモン教）であり、そこには支配者としてのアーリア人によって作られた規範が盛り込まれている。前1000年頃になると、祭式をとりしきるバラモン（司祭）の力が増大し、あまりに強固になったので、祭式至上主義を批判する者たちからウパニシャッド哲学が起こってきた。この新たな運動は、バラモンが優位に立っていた政治的制度的力を再検討し、本来のヴェーダに回帰しようとの動きでもあった。このような運動がおし進められて、さらにはヴェーダそのものからも自由になろうとする沙門（シュラマナ、出家した行者）と呼ばれる自由思想家たちが登場する（六師外道）。釈迦もその一人であった。当時の沙門たちの基本的な方法論は、瞑想などの修行によって、認識論的にすべての束縛からの解脱を求めようとするものである。それは、ヴェーダやウパニシャッドからも解脱しようとするものであった。

### 興隆期から没落期まで

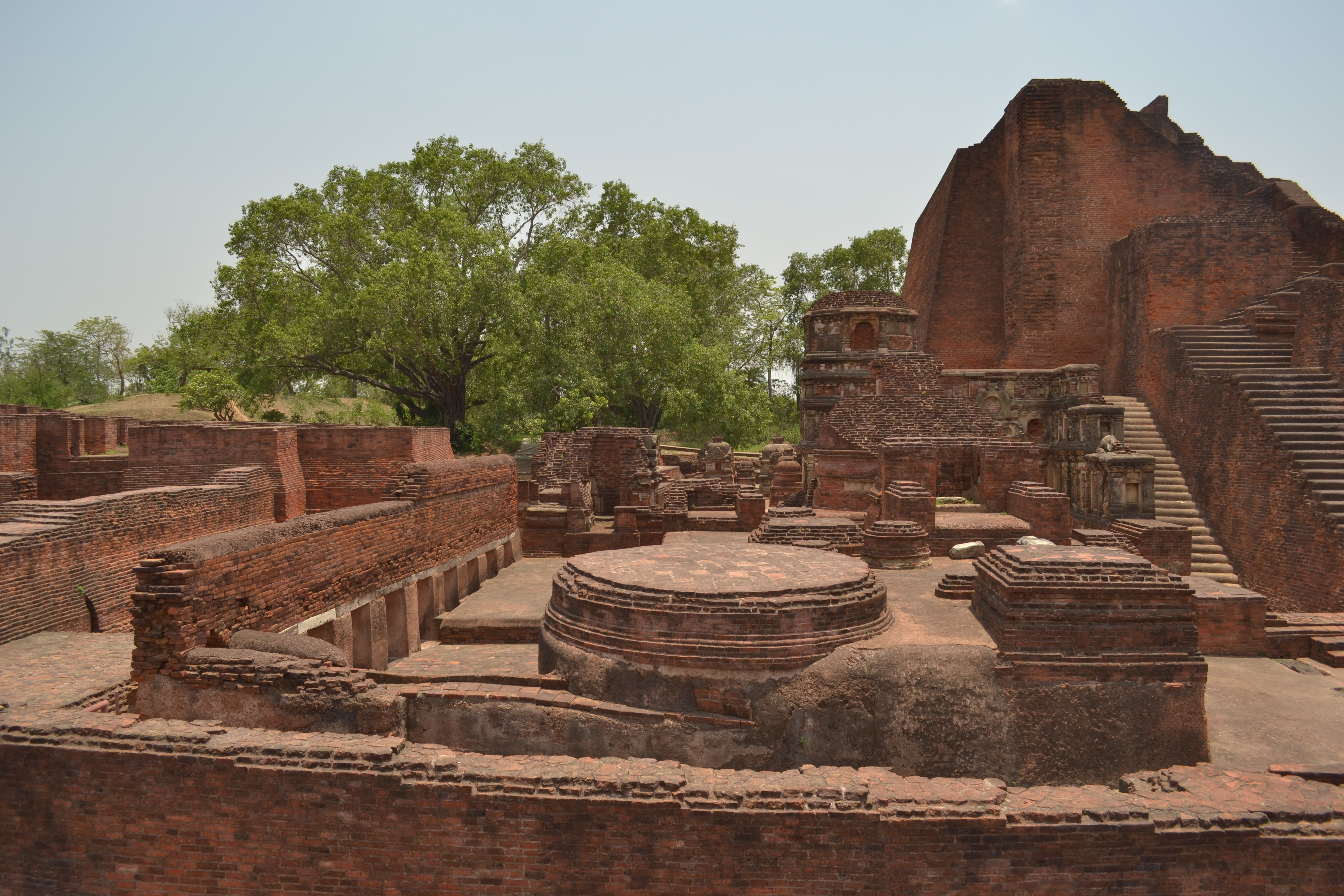
侵略者が略奪や火を放ち修道院を破壊されたナーランダ僧院。9階建ての図書館は3ヶ月間燃えたと伝えられてる。

マウリヤ朝のアショーカ王は仏教を手厚く保護し、寺院建設や仏教の布教を援助した結果、仏教は、インド全体に広まった。アショーカ王は最初から仏教徒であったわけではなく、インドを統一後に自分の行った殺戮を後悔して仏教に改宗したといわれている。
また、当時はローマ帝国との東西交易によりインド経済が発展・繁栄し、商業で成功した富裕層（長者）が仏教に帰依・支援していたこともインド仏教の興隆の社会的要因の一つである。
それ以降のクシャーナ朝、サータヴァーハナ朝、グプタ朝、ヴァルダナ朝、パーラ朝等の北インド歴代王朝は、仏教を保護し、ガンダーラ美術とグプタ美術と呼ばれる仏教美術が盛んに作られた。
グプタ朝のクマーラグプタ1世はナーランダ僧院を壮大な建物に改善、修復を実施し数千人の学僧を集め、仏教教学を中心に、医学、天文学、数学などを研究した。
世界最古の総合大学の一つでもあるナーランダ僧院で学究が進められ、その成果がヴェトナム、中国、朝鮮、日本、チベットに伝わった。
ヴァルダナ朝時代には、玄奘三蔵がナーランダ僧院に留学し、戒賢に師事して唯識を学び、各地の仏跡を巡拝した。
パーラ朝のダルマパーラ王ダルマパーラによって、ヴィクラマシーラ大学が創設された。チベット人の資料によれば、5つの大精舎があったとされている。
ヴィクラマシーラ僧院出身の仏教僧アティーシャは、サキャ派のコンチョ・ギェルポ、カギュ派のマルパと共にラン・ダルマ王以降衰退していたチベット仏教の中興の祖の一人である。
また後期インド仏教は、ヴェーダーンタ学派やミーマーンサー学派、ヨーガ学派などの六派哲学の賢人を輩出したヒンドゥー教の台頭と隆盛、タントリズムの流行の影響を受けてヒンドゥー教化し、埋没化しつつあった。
南インドでは、サータヴァーハナ朝の保護の下で、ナーガールジュナは大乗仏教運動を体系化したともいわれ、セイロン、カシミール、ガンダーラ、中国などからの僧侶のために院を設けた。この地（古都ハイデラバードの東 70 km）は後に、ナーガールジュナ・コーンダ（丘）と呼ばれる。
また、パッラヴァ朝の達磨が、中国に伝えた教えが禅宗となった。
1193年に、ゴール朝のアイバク靡下の将軍ムハンマド・バフティヤール・ハルジー率いるトルコ、ムスリムの侵略によってナーランダ僧院やヴィクラマシーラ僧院等の偶像崇拝を否定する名目で仏像や仏教寺院は、破壊された。13世紀以降、奴隷王朝やデリー・スルターン朝等の、イスラーム王朝設立によるインドのイスラーム化により、イスラーム到来以前から衰退の途上にあったインドの仏教は決定的に没落した。
インド仏教の衰退後も、ミャンマーに近いベンガル地方では戒律を重視する上座部仏教の集団が現代まで非常にわずかながらも存続しているが（例: チャクマ族）、後期インド仏教であるタントラ仏教や後期密教はネパールやチベット地方に伝播してインドからは姿を消していった。
19世紀後半、イギリス人によって提婆達多の系列という森林修行者の集団が報告されている。このことは結集に参加しなかったグループがおり、この時期まで存続していたということなのかもしれない。現在は不明。

### インドの仏教の現在

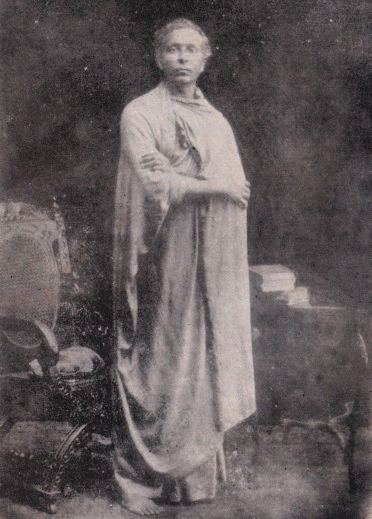
ダルマパーラ(1864-1933)

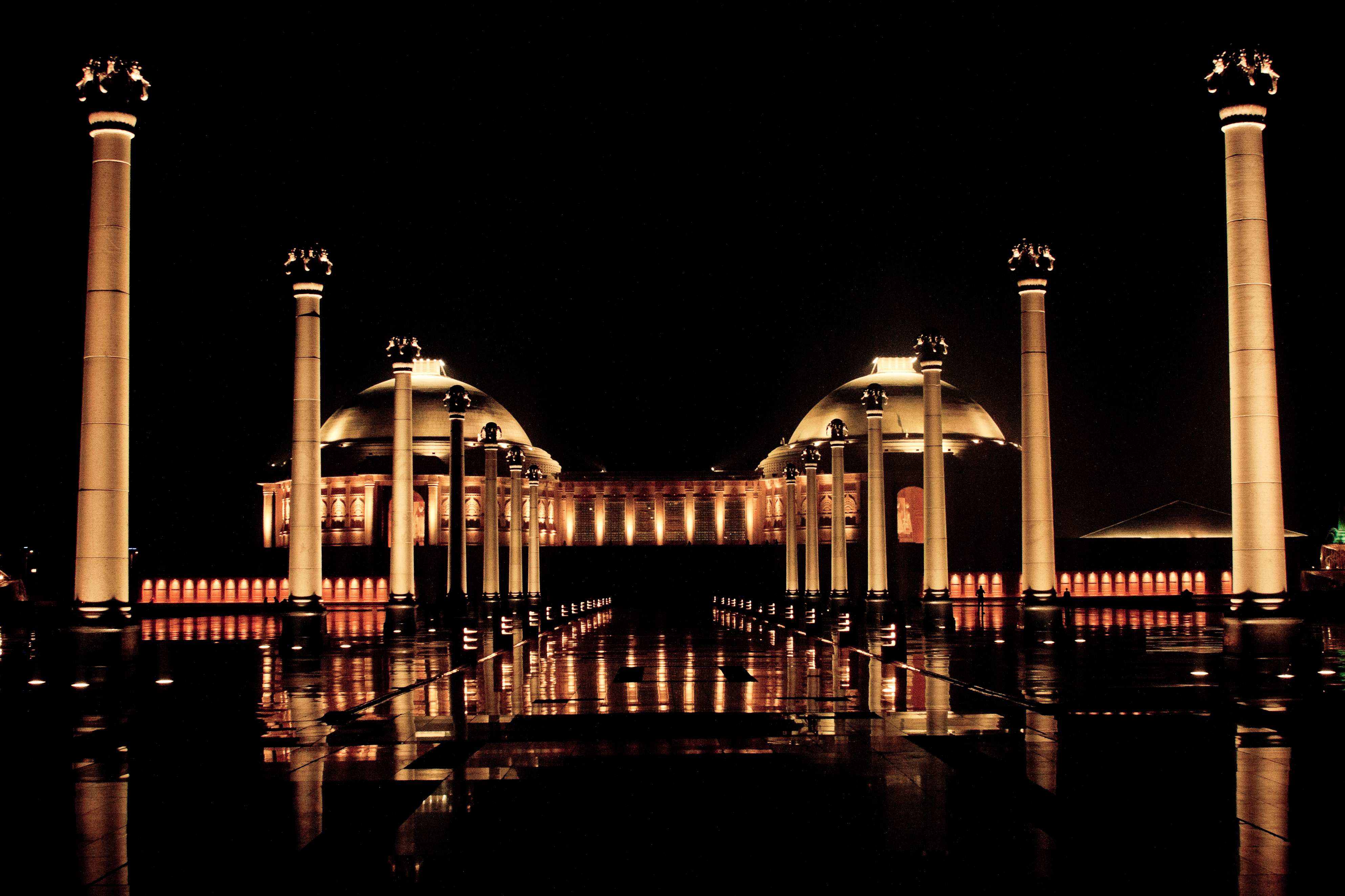
ラクナウのアンベードカル記念公園。

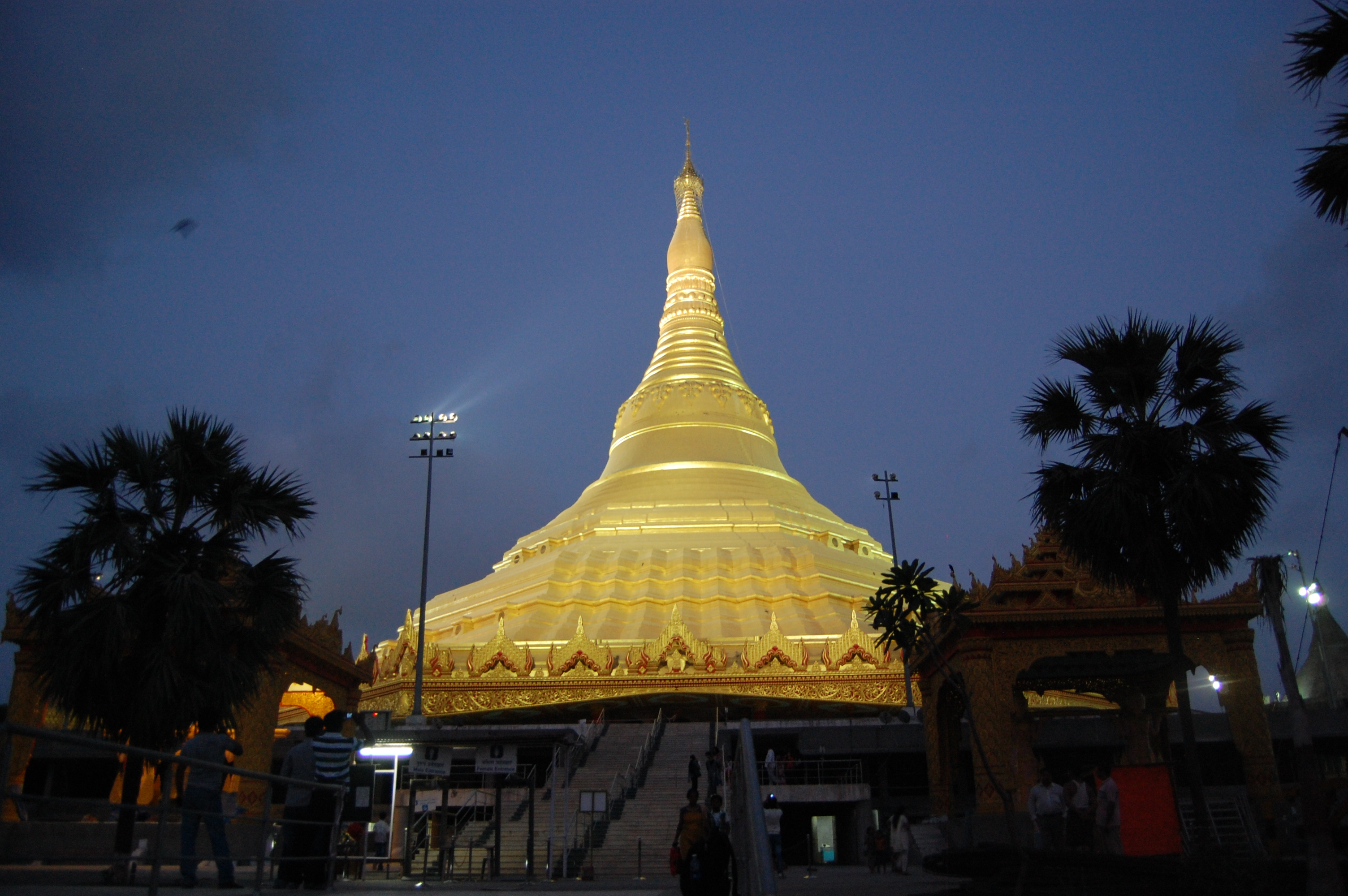
ムンバイに建てられた巨大なヴィパッサナー寺院。

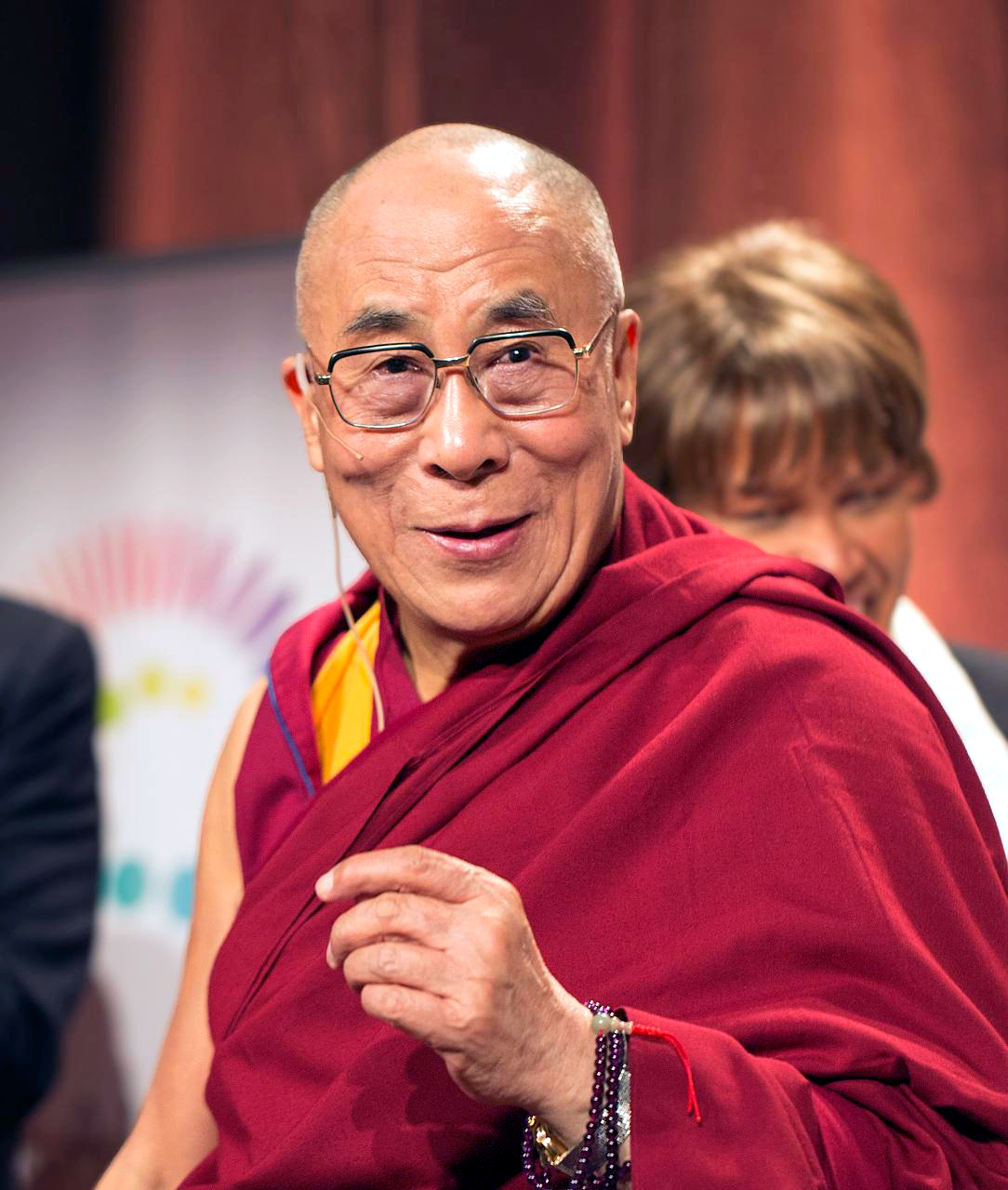
インドはダライ・ラマ14世の亡命を受け入れた。

近代に入って、ダルマパーラら大菩提会（1891年設立）の運動によるスリランカからの仏教再移入があり、インド独立直後、ビームラーオ・ラームジー・アンベードカル (B. R. Ambedkar) の率いた社会運動によって、およそ50万人のダリットの人々が仏教へと改宗したことで、インドにおいて仏教徒が一定の社会的勢力として復活した（いわゆる新仏教運動）。
インド政府の宗教統計によれば、インドでの仏教徒の割合は1961年に0.7%であったが2001年には0.8%（約800万人）程度である。増加しているのはイスラム教徒で、同年を比較すると10.7%から13.4%で、ヒンドゥー教徒の割合は低下しており、同年83.4%から80.5%である。キリスト教やシク教などは、仏教と同じく横ばいである。
一方で、インドに帰化した日本人僧佐々井秀嶺は、日本のマスコミ各社にインドの仏教徒は既に1億人を超えていると主張しているが、全く根拠がない。
ダリットを基盤として復活したインド仏教は「アンベードカル仏教」と揶揄されるように、アンベードカルの仏教理解に立脚しており、仏教の基本教理とされる輪廻による因果応報を、カースト差別との関連から拒否するなど、その合理主義的な教義が、不可触民の解放運動の一環に過ぎないと指摘される側面もある。加えて、カーストと関係のない布教活動を行う上座部との二極化も進んでいる。
イスラム教徒の弾圧で、インドから仏教が消滅したため、置き去りにされていた仏教の遺跡の多くは、史跡公園として整備され、現在、管轄地域の州が管理している。また、インドの推薦によりナーランダやサールナートは仏教の聖地として世界遺産候補に指定されている。
1959年3月31日に、ジャワハルラール・ネルー初代首相は、ダライ・ラマ14世のインド亡命を受け入れた。1959年10月20日に開始された中印国境紛争以後もダライ・ラマ14世を保護し続け、インド北部のダラムシャーラーにガンデンポタン（チベット亡命政府）と多数の亡命 チベット人を今日まで受け入れ、チベット仏教文化の拠点となっており、「リトル・ラサ」とも呼ばれて、観光地として人気が高い。
ヴィパッサナー瞑想の在家指導者、サティア・ナラヤン・ゴエンカ(1924-2013)によるヴィパッサナー運動は、宗教の枠を超え、インドのみならず世界でも活動した。ムンバイに建てられた巨大なヴィパッサナー寺院は、直径97ｍの石造りのドーム。8000人以上が一度に瞑想出来る。竣工式にはインド大統領も参加した。2012年にゴエンカはパドマ賞をインド大統領から授与された。

## インド国内の仏教遺跡

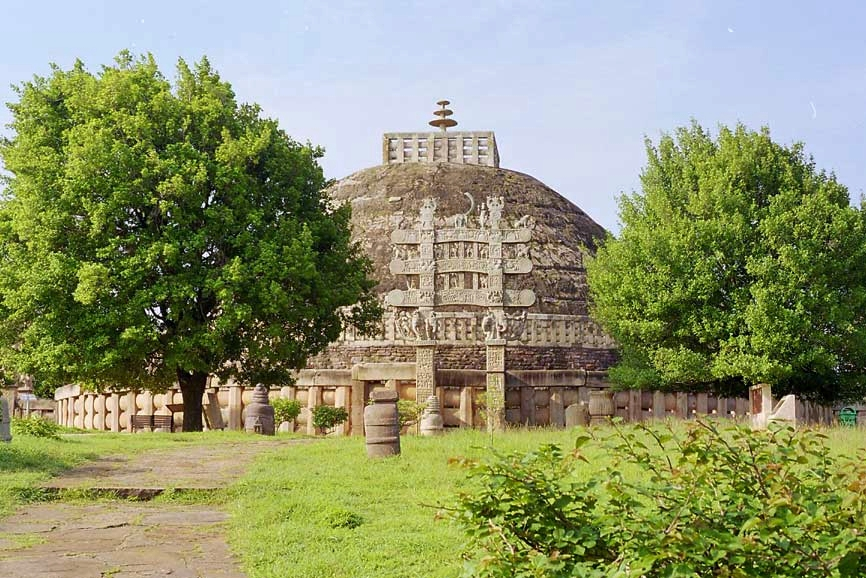
サーンチーの仏教遺跡
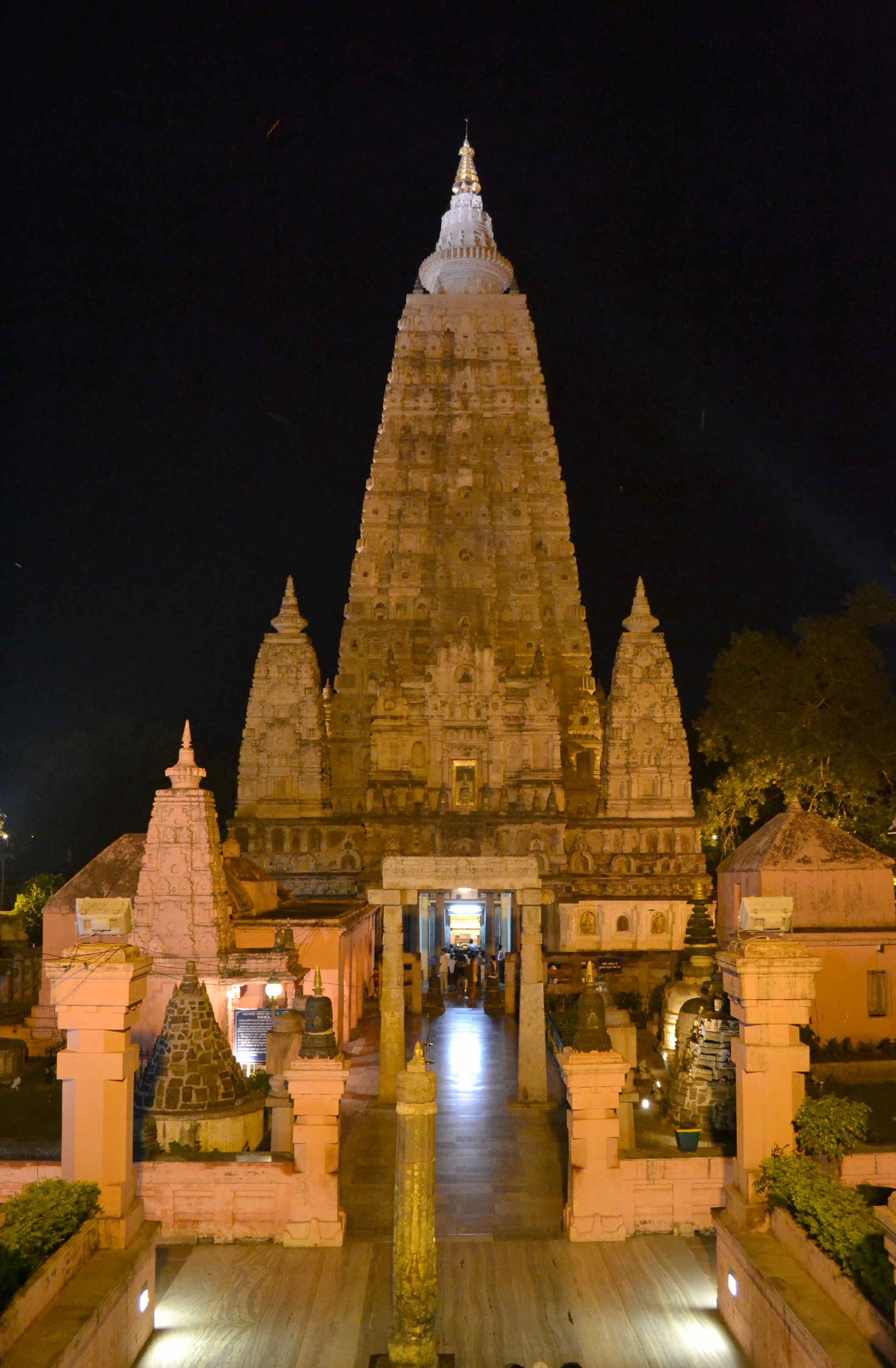
ブッダガヤの大菩提寺
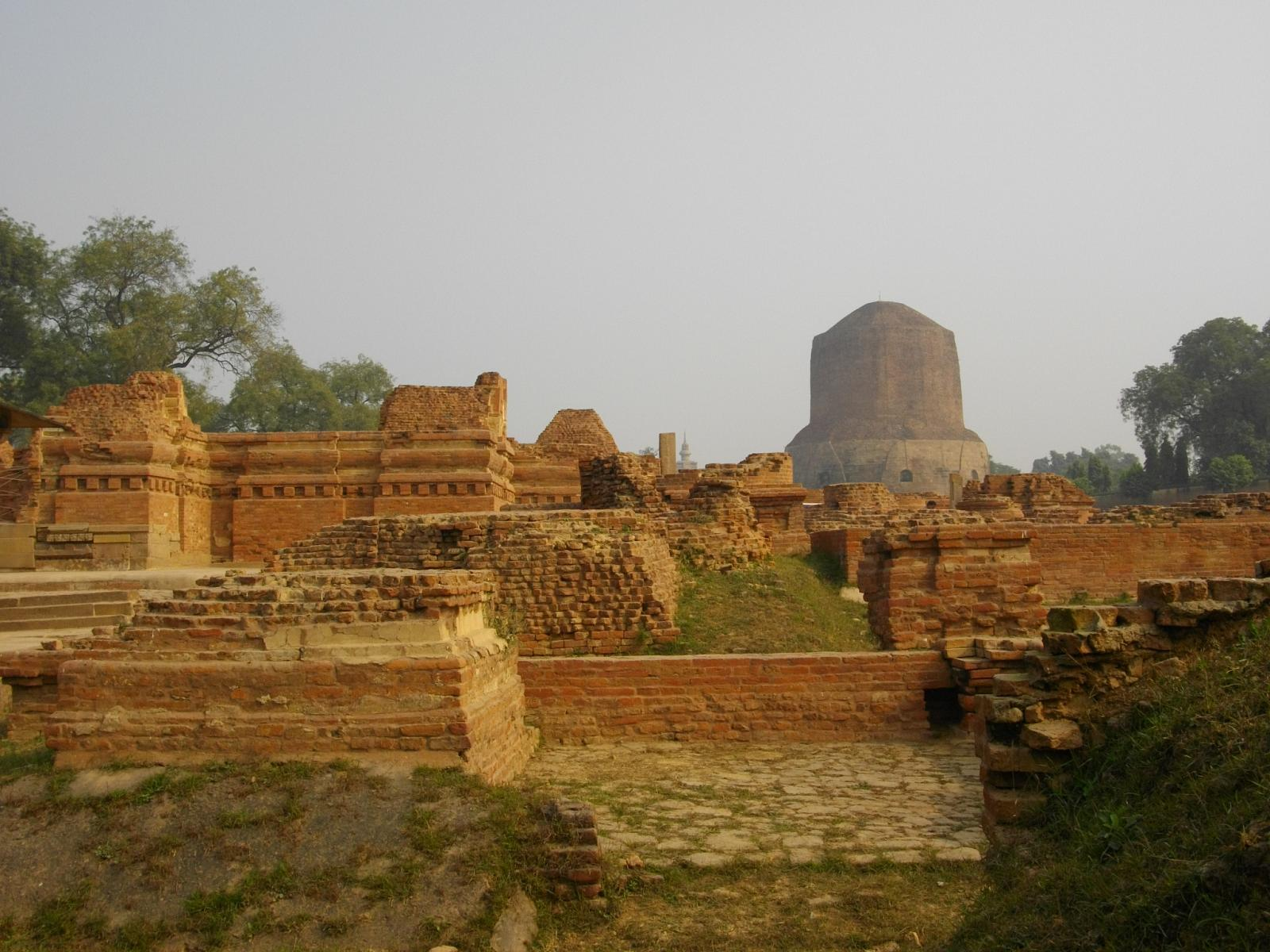
サールナートダメークの仏塔跡
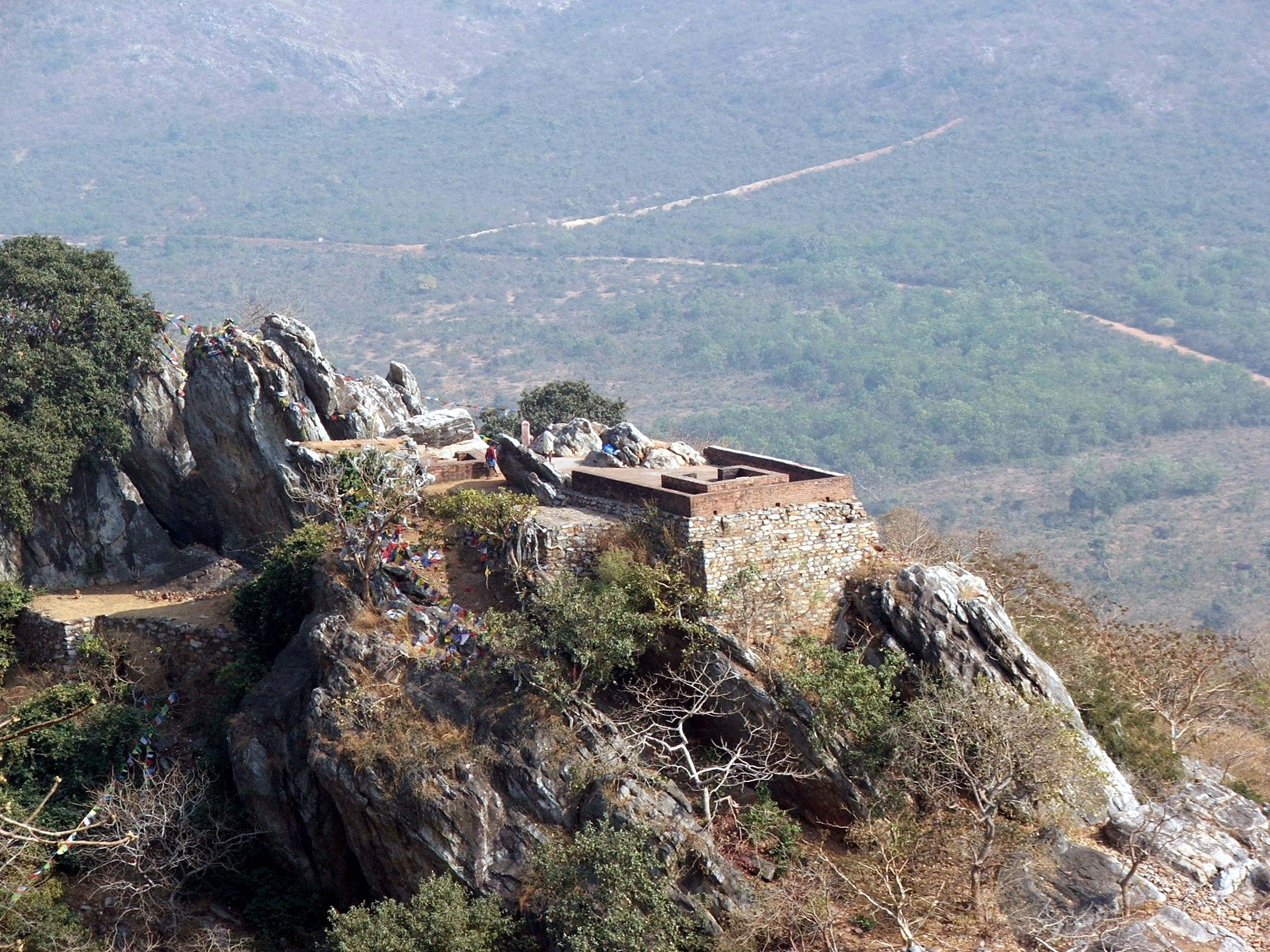
ラージギール王舎城霊鷲山
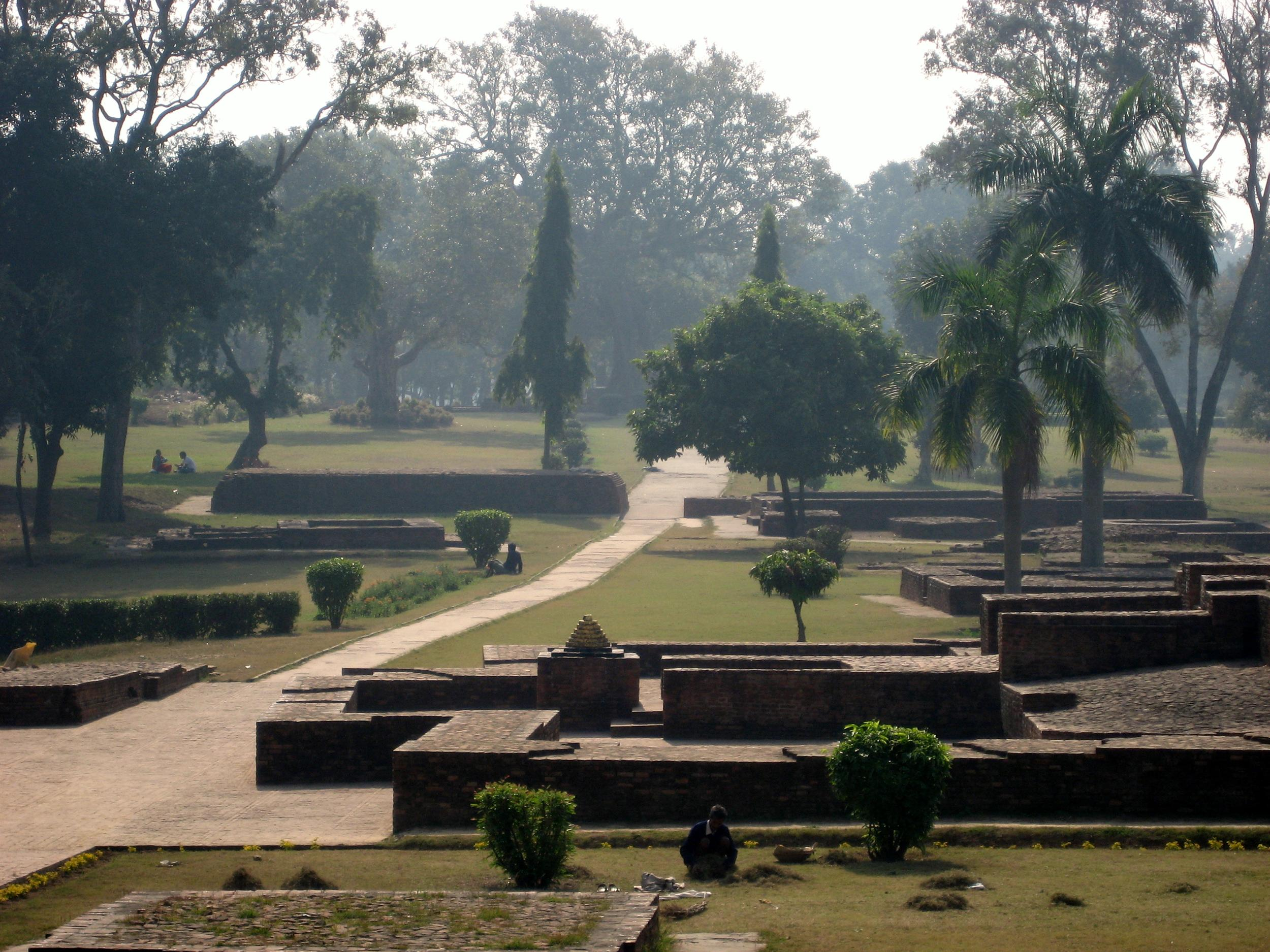
サヘート・マヘート祇園精舎
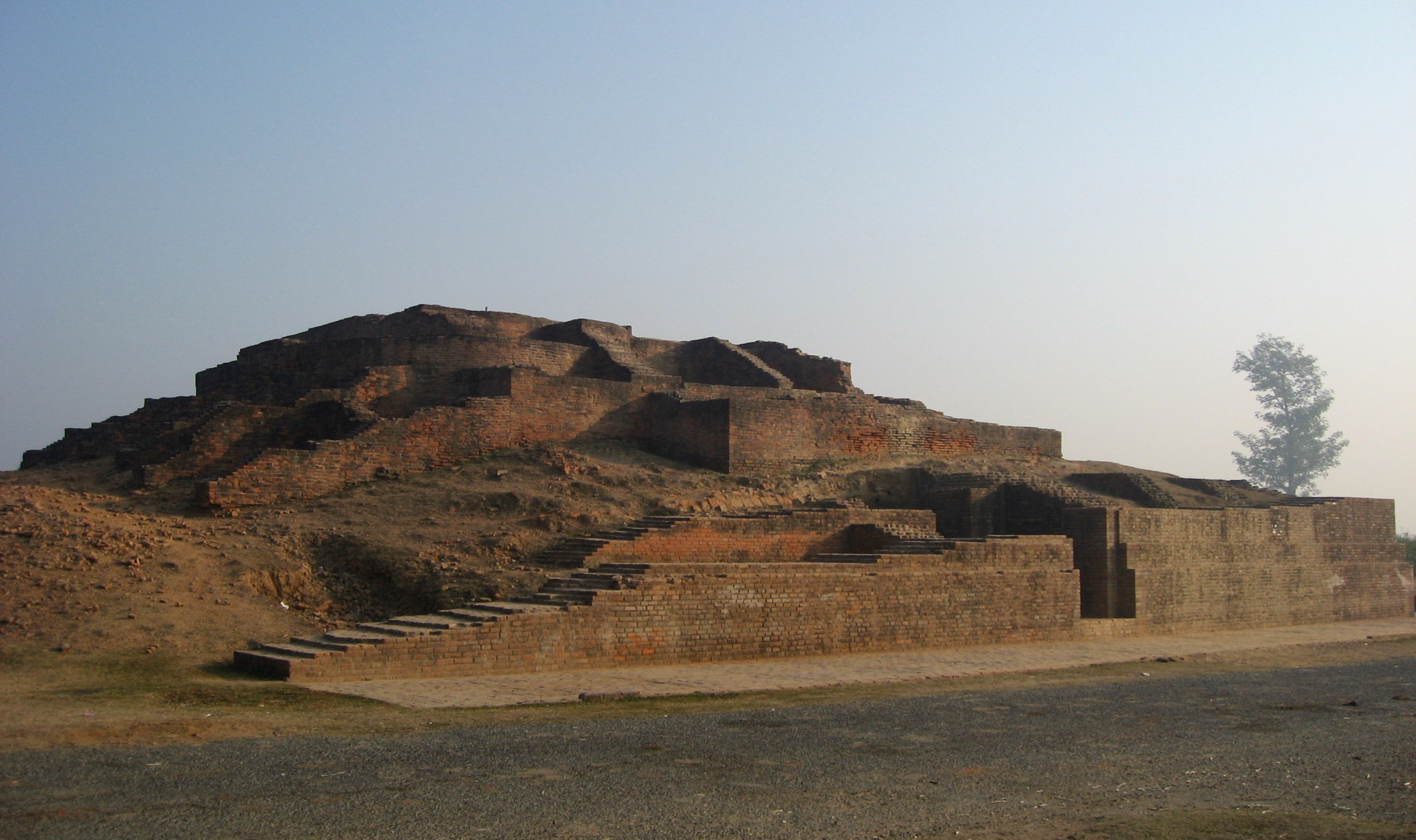
アングリマーラの仏塔跡／舎衛城
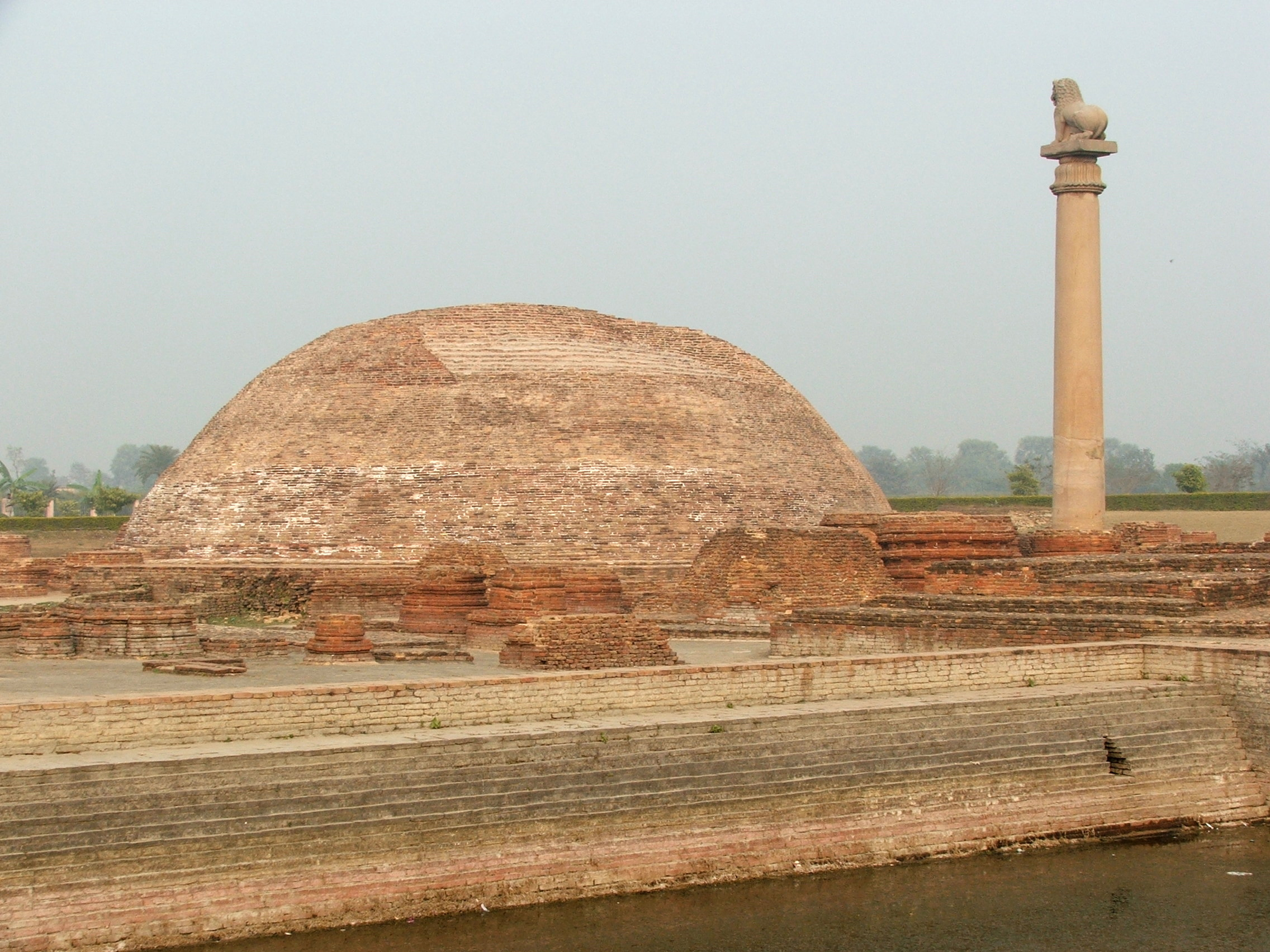
ヴァイシャリアナンダの仏塔跡
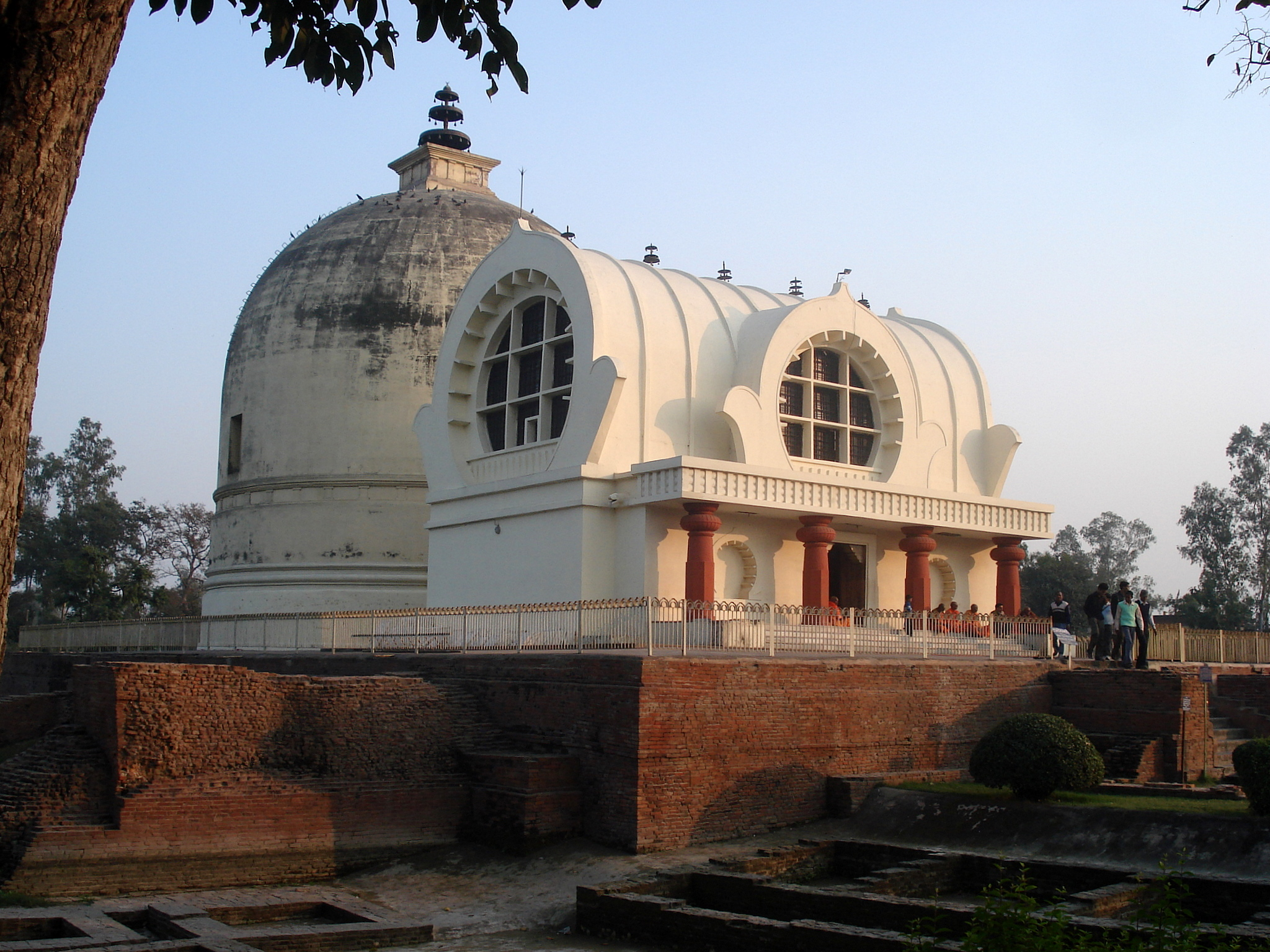
クシーナガラ涅槃堂
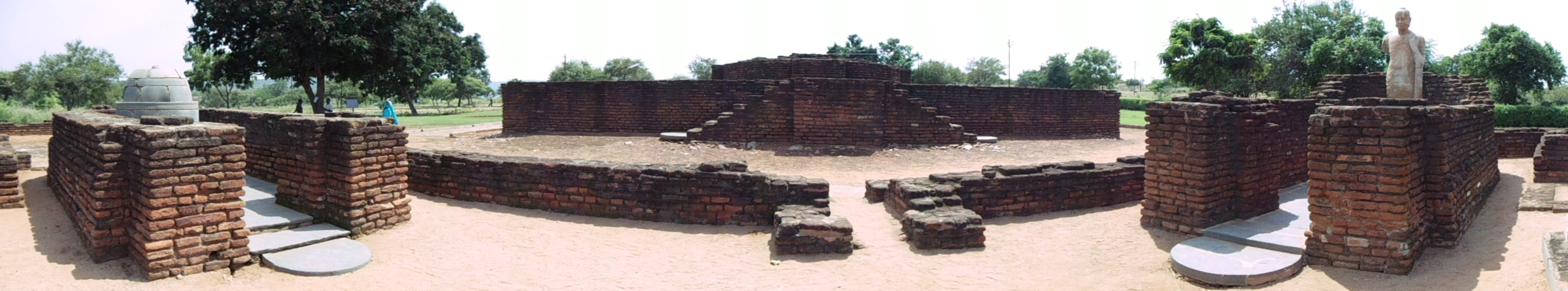
ナーガールジュナコンダ（丘）
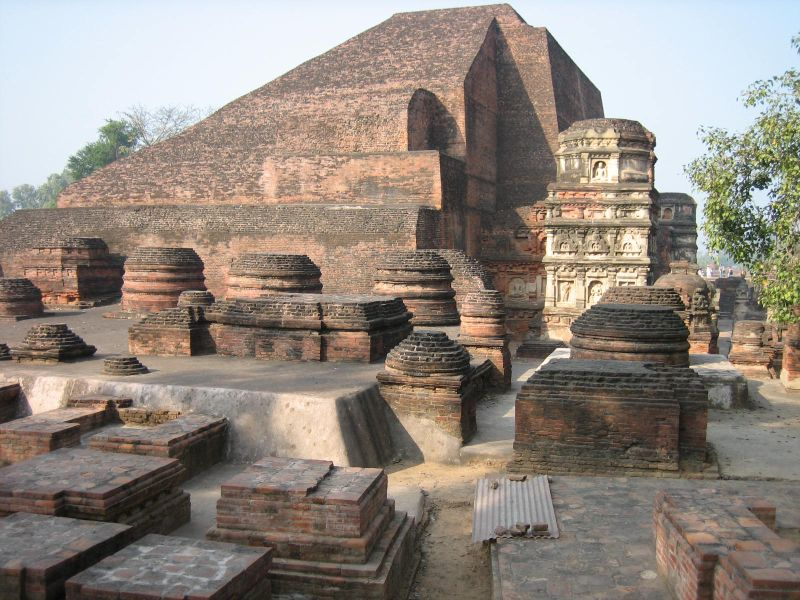
ナーランダ僧院の遺跡
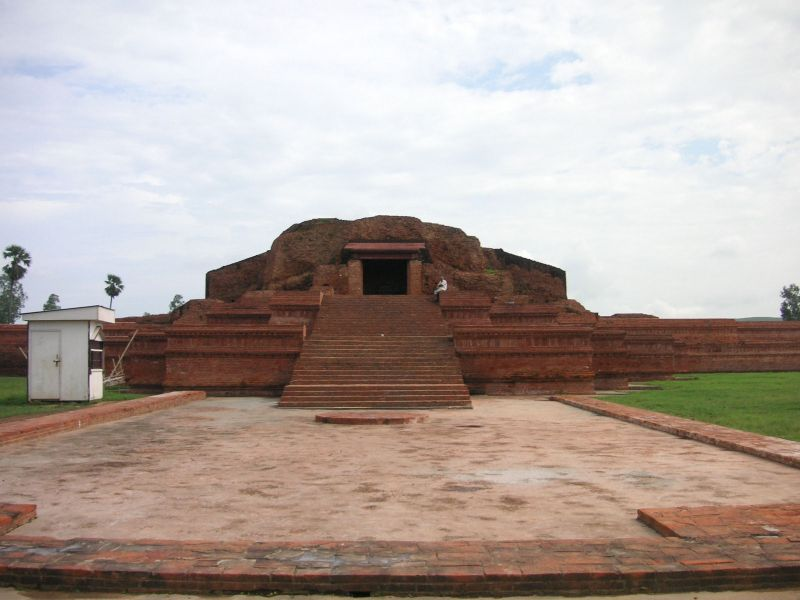
ヴィクラマシーラ僧院の遺跡
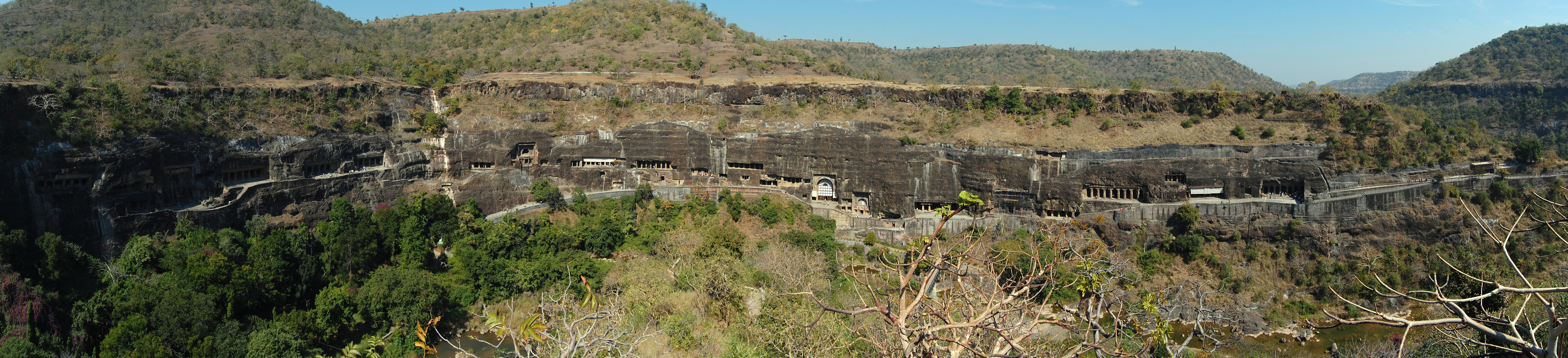
アジャンター石窟群外観
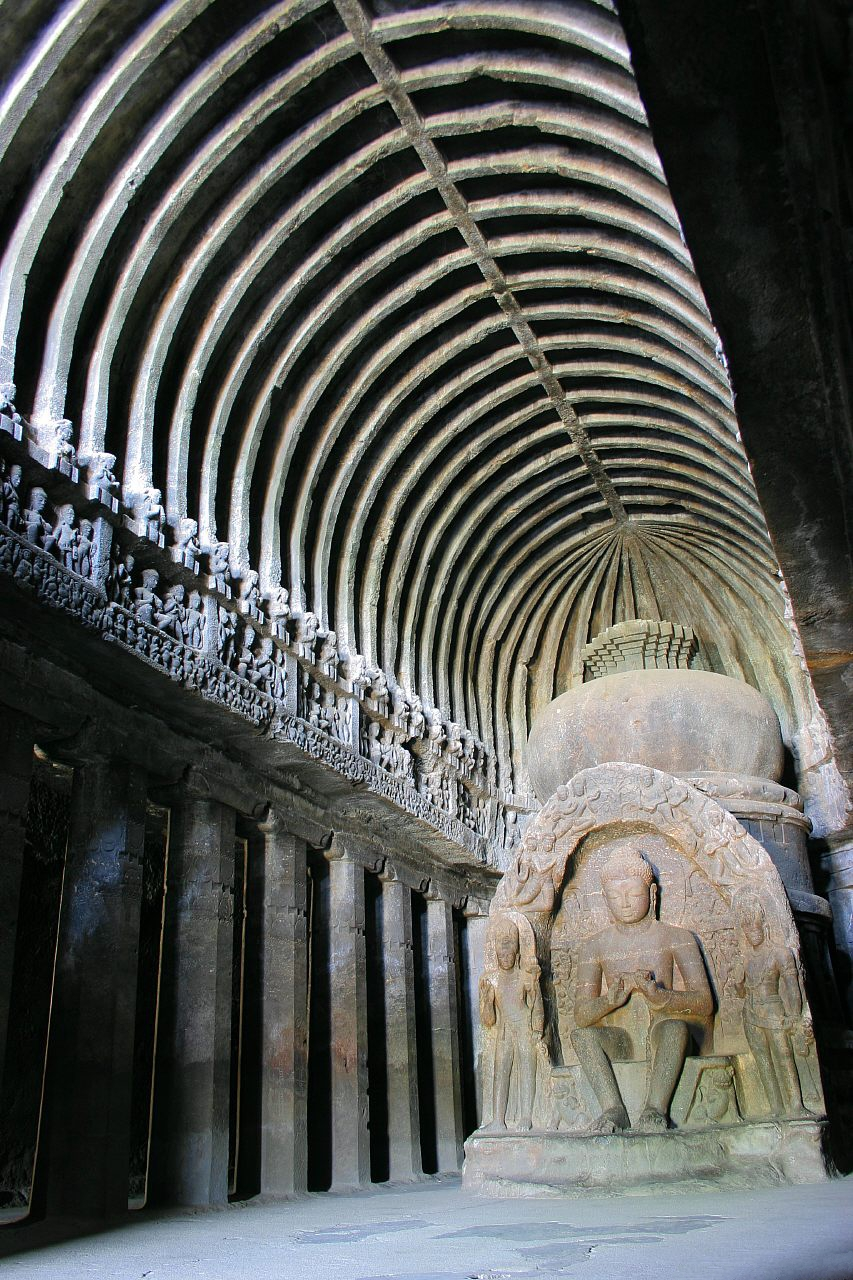
エローラ石窟群の仏教石窟
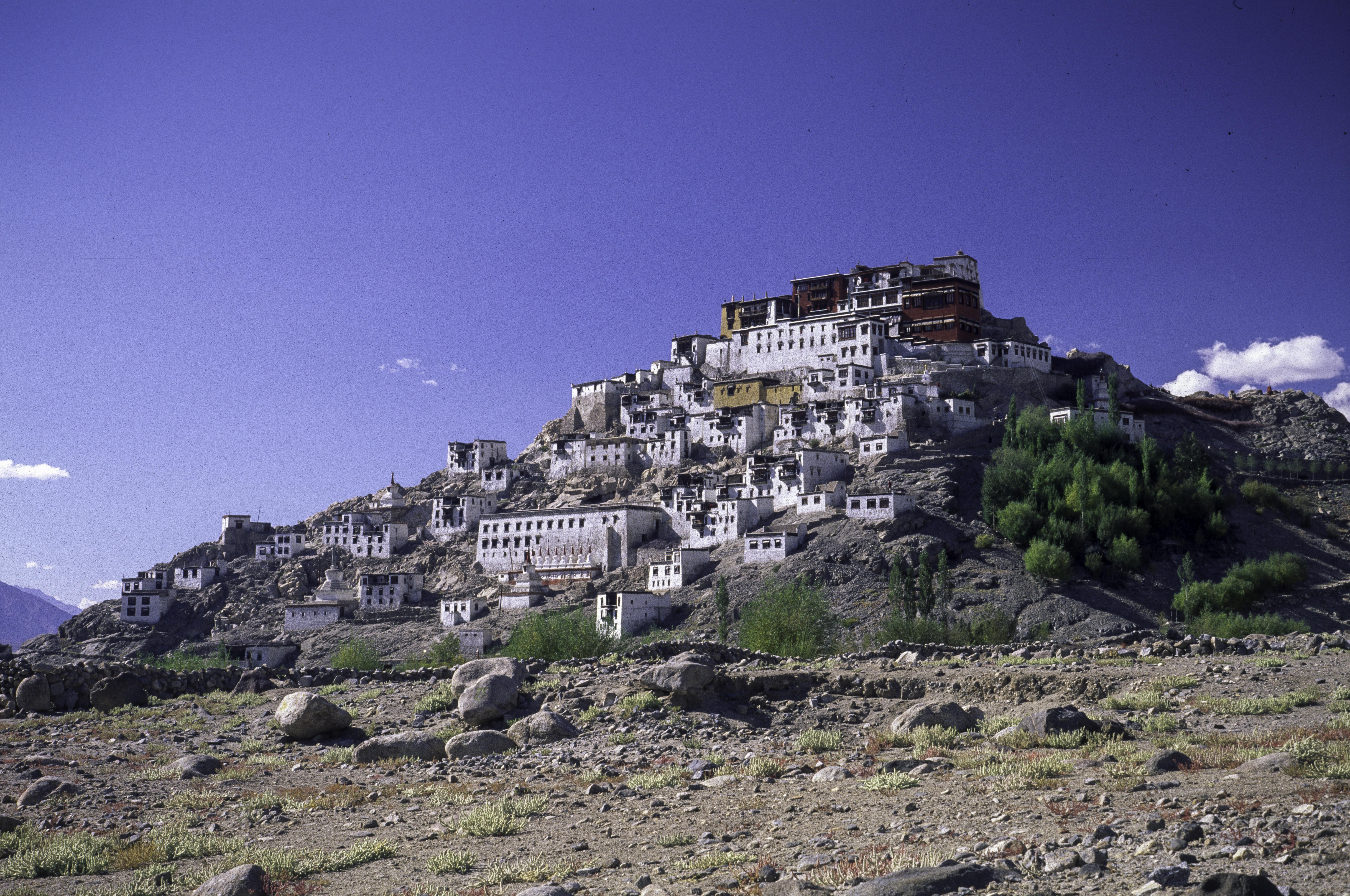
ラダックの修道院